# Keokee
 (mars 2025).
Keokee est une census-designated place située dans le comté de Lee, dans l’État de Virginie, aux États-Unis. Lors du recensement de 2020, elle comptait 330 habitants.